# Анатаз
Анатаз (от др.-греч. ἀνάτασις — «протяжение»), октаэдрит — минерал, одна из трёх природных полиморфных модификаций диоксида титана (диоксида титана, оксида титана(IV), TiO2). Встречается реже других модификаций TiO2 — рутила и брукита.
Кристаллизуется в тетрагональной сингонии. Твёрдость по минералогической шкале 5,5—6,0; плотность 3790—3970 кг/м³. Содержит примеси: железа, иногда олова, ниобия (до 2,16 % Nb2O5). Образует мелкие (до 1 см) острые дипиримидальные, а также пластинчатого или призматического облика кристаллы. Спайность хорошая, по нескольким направлениям. Цвет зеленовато-жёлтый до буроватого (визерит) или синевато-серый до почти чёрного. Блеск яркий, алмазный. При нагревании до 620—650 °C переходит в рутил.

## Нахождение
Встречается в гидротермальных хрусталеносных жилах особого «альпийского» типа, совместно с типичными для них минералами: кварцем, хлоритом, кальцитом, адуляром, титанитом и эпидотом, в метаморфических породах, в россыпях и как продукт разрушения ильменита.
На территории России встречается на Приполярном Урале в месторождениях горного хрусталя, распространён на Среднем и Южном Урале, на севере Хабаровского края (Кондёр). Красивые коллекционные образцы анатаза добывают в Австрии, Италии, Великобритании, в альпийских жилах Швейцарии. Отмечен во Франции (Изер) и в Норвегии (Хардангервидда). Крупные кристаллы размером до 6 см были добыты в Польше (Еленя-Гура), в значительных количествах добывается в россыпных месторождениях Бразилии (штат Минас-Жерайс).